# Коридон (Індіана)
Коридон (англ. Corydon) — місто (англ. town) в США, в окрузі Гаррісон штату Індіана. Населення — 3153 особи (2020).

## Географія
Коридон розташований за координатами 38°12′47″ пн. ш. 86°7′33″ зх. д. / 38.21306° пн. ш. 86.12583° зх. д. (38.213126, -86.125818).  За даними Бюро перепису населення США в 2010 році місто мало площу 4,27 км², уся площа — суходіл.

## Демографія
Згідно з переписом 2010 року, у місті мешкали 3122 особи в 1341 домогосподарстві у складі 716 родин. Густота населення становила 731 особа/км².  Було 1491 помешкання (349/км²).
Расовий склад населення:
| - 96,7 % — білих - 0,7 % — чорних або афроамериканців - 0,2 % — корінних американців - 0,2 % — азіатів - 0,1 % — вихідців з тихоокеанських островів |

До двох чи більше рас належало 1,2 %. Частка іспаномовних становила 2,6 % від усіх жителів.
За віковим діапазоном населення розподілялося таким чином: 20,5 % — особи молодші 18 років, 56,1 % — особи у віці 18—64 років, 23,4 % — особи у віці 65 років та старші. Медіана віку мешканця становила 40,8 року. На 100 осіб жіночої статі у місті припадало 84,0 чоловіків;  на 100 жінок у віці від 18 років та старших — 80,5 чоловіків також старших 18 років.
Середній дохід на одне домашнє господарство  становив 43 568 доларів США (медіана — 32 044), а середній дохід на одну сім'ю — 57 051 долар (медіана — 44 500). Медіана доходів становила 40 040 доларів для чоловіків та 30 476 доларів для жінок. За межею бідності перебувало 28,2 % осіб, у тому числі 31,2 % дітей у віці до 18 років та 6,5 % осіб у віці 65 років та старших.
Цивільне працевлаштоване населення становило 1419 осіб. Основні галузі зайнятості: освіта, охорона здоров'я та соціальна допомога — 23,5 %, виробництво — 20,0 %, мистецтво, розваги та відпочинок — 14,4 %, публічна адміністрація — 9,3 %.